# Хорн (Холандија)
Хорн (хол. Hoorn) град је и општина у холандској провинцији Северна Холандија. Налази се на 33 километара од Амстердама и излази на језеро Маркермер. По овом граду је Рт Хорн добио име.